# Марков, Владимир Александрович
Влади́мир Алекса́ндрович Ма́рков (16 февраля 1923, Новороссийск, СССР — 13 сентября 1955, Тбилиси, ГССР) — советский танкист-ас, участник Великой Отечественной войны, Герой Советского Союза. За годы Великой Отечественной войны уничтожил 23 танка и САУ противника.

## Биография
Родился 16 февраля 1923 года в городе Новороссийске в семье рабочего. Русский. Член ВКП(б)/КПСС с 1943 года. Окончил среднюю школу № 62 в Новороссийске. Работал электриком на элеваторе.
В феврале 1942 года был призван в РККА и направлен в Орловское бронетанковое училище имени М. В. Фрунзе, эвакуированное к тому времени в город Майкоп. Окончив училище, летом 1943 года младший лейтенант В. А. Марков получил назначение в 30-й Уральский добровольческий танковый корпус.
Боевое крещение В. А. Марков принял летом 1943 года в боях на Курской дуге в составе 197-й (с октября 1943 года — 61-й гвардейской) Свердловской танковой бригады. 2 августа во время Орловской наступательной операции при отражении контратаки немецких войск в районе населённого пункта Злынь взвод лейтенанта В. А. Маркова уничтожил несколько тяжёлых танков «Тигр». Член ВКП(б) с 1943 года.
1 сентября 1943 года началась Брянская наступательная операция. Преодолев немецкую оборонительную линию линию «Хаген», танкисты развили наступление на запад и освободили ряд городов Украины. 5 сентября 2-й танковый батальон 197-й танковой бригады совместно с 250-й стрелковой дивизией выслал в направлении посёлка Локоть разведку в составе танкового взвода лейтенанта В. А. Маркова и взвода автоматчиков. В то время Локоть был объявлен немецкими оккупантами и коллаборационистами центром Локотской республики.
Ведя разведку боем, взвод В. А. Маркова ворвался в Локоть, промчался по его улицам, раздавив по пути несколько повозок с солдатами противника. Проскочив западную окраину посёлка, через два километра В. А. Марков обнаружил входящую в лес колонну машин противника. Совершив обходный манёвр через лес, он организовал засаду. При подходе колонны противника три танка взвода В. А. Маркова внезапно атаковали и буквально раздавили 25 автомашин, 12 орудий и около двух рот пехоты.
При отходе на соединение с главными силами 2-го батальона танкисты уничтожили ещё два танка, два орудия, захватили в плен трёх немецких солдат, при этом потеряв один танк. В это время основные силы 2-го батальона атаковали посёлок Локоть, и подоспевшие с запада два танка В. А. Маркова переломили исход боя. Пехота противника, атакованная с тыла, стала разбегаться. В. А. Марков лично захватил знамя немецкого полка, оборонявшегося в городе, положив конец «Локотскому самоуправлению».
Летом 1944 года гвардии старший лейтенант В. А. Марков уже командовал ротой средних танков Т-34. 14 июля в 61-ю гвардейскую танковую бригаду поступил боевой приказ о наступлении — начиналась Львовско-Сандомирская операция. Наступление развивалось из района Поляны в направлении населённых пунктов Золочев, Ольшаница и Подъяркув Львовской области. В боях за город Ольшаницу в полосе наступления его роты противник оставил подбитыми и сгоревшими семь танков, четыре противотанковых и два зенитных орудия. 17 июля во время боя у села Лацке-Вельке В. А. Марков спас танк и его членов экипажа. Заметив неподвижно стоящий танк, он стремительно бросился к нему, завёл двигатель и вывел из-под огня в укрытие. Оказалось, что командир танка гвардии младший лейтенант А. А. Супонин убит, а остальные члены экипажа тяжело ранены.
В январе 1945 года при прорыве немецкой обороны в Висло-Одерской операции рота гвардии капитана В. А. Маркова действовала в передовом отряде. В районе населённого пункта Лисув В. А. Марков принимал участие в отражении контратаки немецких войск. В результате первого боя из 17 вражеских танков на поле осталось 13 сожжённых «тигров» и «пантер». Есть и альтернативная версия этого боя. Она основывается на том,что нет ответов какого именно подразделения были танки "Пантера". Единственные "Пантеры" в этом районе 16 тд ни когда в Лисов не были. Лисув атаковали танки 424 sPzAbt и пехота 168 пд. Ошибки отчетов связаны с тем,что "Королевские Тигры" часто путали с "Пантерами". За этот бой Марков был представлен к ГСС но награжден не был. В течение 13 января танкисты отбили ещё двенадцать танковых атак, но не отступили. Вскоре в бою за город Промник В. А. Марков был ранен и вернулся в часть только в феврале. Принял командование 3-м танковым батальоном 61-й гвардейской танковой бригады.
Гвардии капитан В. А. Марков особо отличился в конце апреля 1945 года в боях за Берлин. Возглавляя передовой отряд бригады, выполнил боевую задачу и обеспечил частям успешное наступление. 15 апреля его батальон первым в бригаде переправился через реку Нейсе. 21 апреля в бою за город Штангенхаген батальон В. А. Маркова атаковал действующий аэродром, охранявшийся пехотой численностью до полка. Вооружившись трофейным фаустпатроном, комбат поджёг два самолёта противника, а затем и ангар. Возникший пожар осветил аэродром и прилегающую к нему часть городка, что позволило вести прицельный огонь по разрозненным группам отступавших немецких войск.
Участвовал в освобождении города Потсдам. В боях уничтожил 4 танка, бронетранспортёр, а также много солдат и офицеров противника. 1 мая 1945 года в районе города Беелитца батальон В. А. Маркова принял основной удар отступавших на запад немецких частей. В ходе боя в батальоне остался один танк. Когда кончился боезапас, в ход пошли автоматы и гранаты, механик-водитель гусеницами давил врага. Но танкисты не оставили свои позиции. Убедившись в безрезультатности попыток прорваться на запад, немцы начали сдаваться в плен. В этом бою танкистами бригады было подбито и уничтожено пять танков, пять бронетранспортёров, 34 автомашины, три миномёта, три орудия, убито около 1 800 и взято в плен более 1 000 солдат и офицеров. День Победы встретил в столице Чехословакии Праге.
Указом Президиума Верховного Совета СССР от 27 июня 1945 года за образцовое выполнение заданий командования и проявленные мужество и героизм в боях с немецко-фашистскими захватчиками гвардии капитану Маркову Владимиру Александровичу присвоено звание Героя Советского Союза с вручением ордена Ленина и медали «Золотая Звезда» (№ 6868).
После войны продолжил службу в армии. В 1953 году окончил Военную академию бронетанковых и механизированных войск. Был на должности заместителя командира механизированного полка. Умер 13 сентября 1955 года.
Похоронен в городе Тбилиси.

## Награды
- Медаль «Золотая Звезда» Героя Советского Союза № 6868 (27 июня 1945)[7]
- орден Ленина (27 июня 1945)[7]
- два ордена Красного Знамени (1943, 1945)[8][9]
- Орден Александра Невского (1944)[10]
- орден Отечественной войны I степени (5.4.1944)[11]
- медали, в том числе медаль «За боевые заслуги» (1943)[12]
- «За победу над Германией в Великой Отечественной войне 1941—1945 гг.» (9.5.1945)
- Медаль «За взятие Берлина» (9.6.1945)
- Медаль «За освобождение Праги» (9.6.1945)

## Память

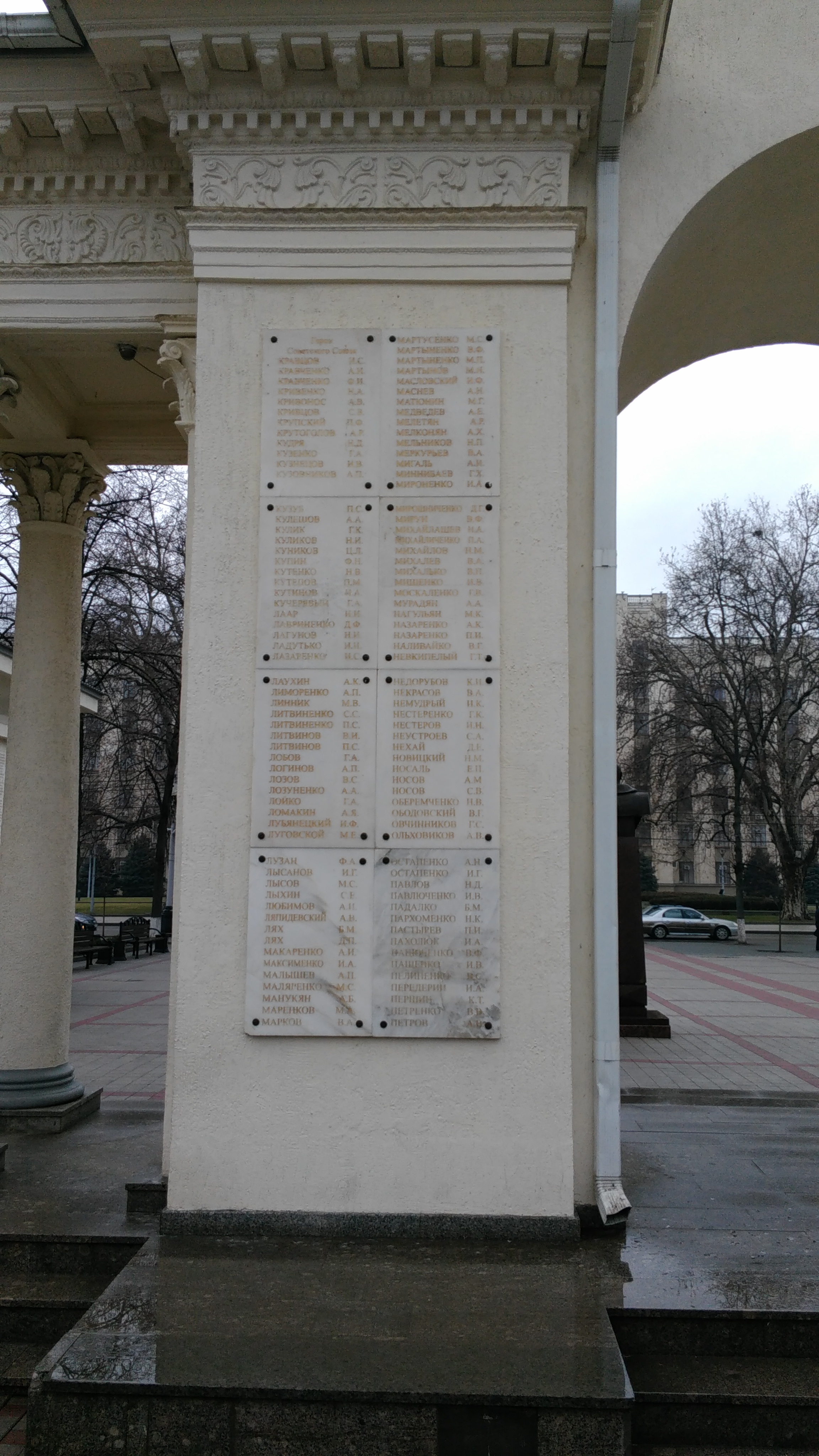
Имя Героя на мемориальной арке в Краснодаре. (Г-Пе)

- Имя Героя увековечено на мемориальной арке в Краснодаре.
- Имя Героя высечено золотыми буквами в зале Славы Центрального музея Великой Отечественной войны в Парке Победы города Москвы.
- На могиле героя установлен надгробный памятник.
- На здании школы № 62 в городе Новороссийске, где он учился, установлена мемориальная доска, одна из городских улиц носит его имя.